# Чернопёрый скат
Чернопёрый скат (лат. Fenestraja atripinna) — вид хрящевых рыб семейства ромбовых скатов отряда скатообразных. Обитают в центрально-западной части Атлантического океана. Встречаются на глубине до 951 м. Их крупные, уплощённые грудные плавники образуют диск в виде сердечка с округлыми краями. Максимальная зарегистрированная длина 29 см. Откладывают яйца. Не являются объектом целевого промысла.

## Таксономия
Впервые вид был научно описан в 1950 году как Breviraja atripinna. Видовой эпитет происходит от слов лат. atri — «чёрный» и pinna — «перо», «крыло», «плавник».

## Ареал
Эти батидемерсальные скаты обитают в центрально-западной Атлантике у берегов Северной Каролины, юга Флориды, в водах Багамских островов и Кубы. Встречаются на материковом склоне на глубине от 366 до 951 м.

## Описание
Широкие и плоские грудные плавники этих скатов образуют диск в форме сердечка с немного выступающим кончиком рыла и закруглёнными краями. На вентральной стороне диска расположены 5 жаберных щелей, ноздри и рот. На длинном хвосте имеются латеральные складки. У этих скатов 2 редуцированных спинных плавника и редуцированный хвостовой плавник.
Ростральный хрящ удлинён. Спинные плавники расположены на довольно большом расстоянии друг от друга. Дорсальная поверхность диска бледного розовато-коричневого цвета без заметных отметин. Вентральная поверхность ровного беловатого цвета, с возрастом покрывается шоколадно-коричневыми пятнами с размытыми границами. Максимальная зарегистрированная длина 29 см.

## Биология
Подобно прочим ромбовым эти скаты откладывают яйца, заключённые в жёсткую роговую капсулу с выступами на концах.

## Взаимодействие с человеком
Эти скаты не являются объектом целевого промысла. Потенциально могут попадаться в качестве прилова. Данных для оценки Международным союзом охраны природы охранного статуса вида недостаточно.